# Islamul în Maroc
Islamul este religia majoritară în Maroc, 98.7% din populație fiind de religie islamică.

## Istorie
Islamul a fost introdus pentru prima dată în maroc în anul 670 în urma unei invazii arabe conduse de Uqba ibn Nafi, general ce se afla în slujba califilor Umeyazi. După ce au adoptat Islamul, unii berberi și-au format propriile dinastii islamice. Majoritatea berberilor s-au convertit la Islam după ce au intrat în contact cu cultura arabă. De atunci, Islamul este religia oficială.